# Hilda Luksemburska
Hilda, urodzona jako Hilda Szarlotta Wilhelmina von Nassau (ur. 5 listopada 1864 w Biebrich koło Wiesbaden; zm. 8 lutego 1952 w Badenweiler), księżniczka Luksemburga, ostatnia wielka księżna Badenii.
Księżniczka Hilda była córką Adolfa I (1833–1916), wielkiego księcia Luksemburga, i jego żony, księżniczki Adelajdy Marii Anhalt-Dessau (1833–1916).
20 września 1885 roku, w zamku w Hohenburgu, wyszła za mąż za Fryderyka II (1857–1928), wielkiego księcia Badenii, syna Fryderyka I i jego żony, księżniczki Ludwiki Marii Hohenzollern, córki Wilhelma I, cesarza Niemiec. Hilda i Fryderyk nie mieli dzieci.
Wielka księżna Hilda była inteligentną kobietą, interesowała się szczególnie sztuką. Odwiedzała z przyjemnością galerie i muzea. W 1918 roku razem z mężem straciła panowanie nad Badenią.

## Odznaczenia
W 1910:
- Order Luizy liczbą 1813/14 (Prusy)
- Order Teresy (Bawaria)
- Medal Fryderyka i Ludwiki (Badenia)
- Medal Jubileuszowy (Badenia)
- Medal Pamiątkowy Złotego Jubileuszu Wesela Fryderyka I i Ludwiki (Badenia)
- Medal Pruskiego Czerwonego Krzyża I Klasy